# 太尉镇
太尉镇，是中华人民共和国河南省漯河市舞阳县下辖的一个乡镇级行政单位，原为太尉乡，于2000年撤乡建镇更名为现名至今。位于舞阳县北部，总面积44平方千米，人口3.2万人。

## 行政区划
太尉镇下辖以下地区：
齐桥村、太尉村、东郭庄村、西郭庄村、五虎村、幸福刘村、善德村、蔡营村、关寨村、庙张村、林庄村、守义张村、魏集村、花赵村、老刘庄村、朱阜口村、扁担徐村和邢庄村。